# Christoph & Unmack
Christoph & Unmack war ein in den Bereichen Holzbau, Stahl- und Maschinenbau sowie im Waggonbau tätiges Unternehmen mit Sitz in Niesky in der Oberlausitz.

## Geschichte

Aktie über 300 RM der Christoph & Unmack AG vom 2. Juni 1932

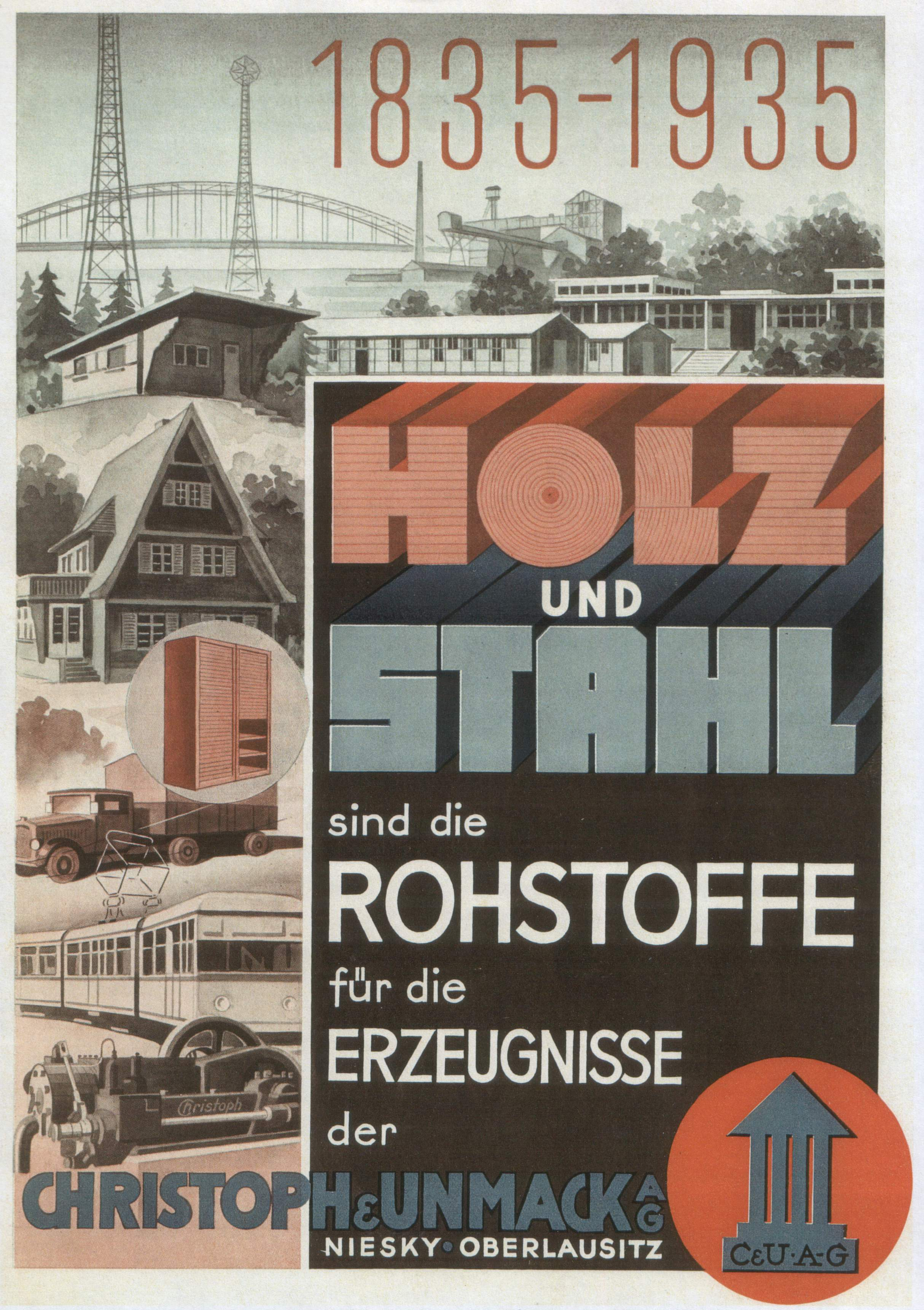
Werbeplakat der Christoph & Unmack AG von 1935

Im Jahr 1835 kaufte der in Niesky zugewanderte Kupferschmiedemeister Johann Ehrengott Christoph in der Horkaer Straße eine bestehende Kupferschmiede und begann am 5. Januar mit der Arbeit. Dies gilt als das Gründungsjahr des Unternehmens. Zunächst stellte er mit einem Lehrling für die Haushalte der umliegenden Dörfer und deren Güter Gebrauchsgegenstände her. Später wurden auch Brennereianlagen und Feuerspritzen in einem immer größeren Umfang produziert. Das Fertigungssortiment wurde ständig erweitert und die Produktion nahm schnell industriellen Charakter an. Bald wurde die alte Kupferschmiede durch eine Kesselschmiede und eine Maschinenschlosserei auf dem gleichen Gelände erweitert. Nach einem Zeitraum von 20 Jahren waren bereits 60 Arbeiter in der Fabrik beschäftigt. 1863 wurde in der Kupferschmiede die erste Dampfmaschine zur Mechanisierung der Fertigung aufgestellt. Das Gelände in der Horkaer Straße genügte den Ansprüchen der ständig wachsenden Produktion nicht mehr. Deshalb wurde in der Muskauer Straße ein Stück Land für den Neubau einer Maschinenfabrik erworben. Am 3. Juni 1869 konnte die neue Maschinenfabrik J. E. Christoph eingeweiht werden, die über eine Kesselschmiede, eine Werkstatt für Eisenkonstruktionen, eine Maschinenschlosserei und eine Eisengießerei verfügte. Mit dem 1875 erfolgten Bahnanschluss für Niesky wurde der Warenumschlag wesentlich erleichtert, da bisher das gesamte Material per Pferdegespann aus Uhsmannsdorf oder Görlitz angeliefert wurde. Mit dem Tod des Alleininhabers J. E. Christoph im Jahre 1887 übernahm der älteste Sohn Friedrich Johann Christoph die Gesamtleitung der Maschinenfabrik. Der Vater war im Alter von 77 Jahren verstorben und die Fabrik ging in den Besitz von vier Erben auf. Die vier Inhaber der Maschinenfabrik fusionierten mit der im gleichen Jahr in Niesky entstandenen neuen Barackenfabrik zur Christoph & Unmack AG. Nachdem die Barackenfabrik im Jahre 1892 völlig niedergebrannt war, wurden die Geschäftsbereiche wieder getrennt und die Maschinenfabrik J. E. Christoph agierte wieder selbständig.
Der Unternehmensbereich Holzbauten geht zurück auf die 1882 von dem Tischler Christian Ferdinand Christoph, einem aus Kopenhagen stammenden Vetter von Friedrich Christoph, und dem aus Dänemark stammenden Architekten Christian Rudolf Unmack gegründete Doecker’sche Barackenfabrikation Christoph & Unmack in Neuhof bei Niesky in der zum preußischen Niederschlesien gehörenden Oberlausitz. Anfangs befasste sich das Unternehmen mit der Herstellung zerlegbarer transportabler Baracken nach dem Patent des dänischen Offiziers und Erfinders Johann Gerhard Clemens Doecker (1828–1904) für die preußische Armee. 1885 erhielt es für eine neu entwickelte Lazarettbaracke den ersten Preis in einem Wettbewerb. Zwei Jahre später begann das Unternehmen mit der Fertigung von einfachen Holzhäusern, wofür Zweigbetriebe außerhalb Deutschlands in Pelcowisna bei Warschau und in Bunzendorf in Böhmen (1891) entstanden sowie anscheinend ein weiteres Werk in Frankreich. 1893 verließ die eintausendste Baracke das Werk.
Der wirtschaftliche Erfolg des Unternehmens führte im November 1898 zur Umwandlung in eine Aktiengesellschaft, die Firma wurde dabei verkürzt zu Christoph & Unmack. Das Zweigwerk in Pelcowisna wurde anscheinend noch vor dieser Umwandlung verkauft. Um 1900 kamen Einfamilienhäuser aus Holzfertigteilen in Tafel- und Blockbauweise zum Produktionsprogramm hinzu. Um 1919 stellte die Firma in einem Katalog 30 von ihr angebotene Nordische Blockhäuser aus Holz vor, darunter das Blockhaus Dresden, das Blockhaus Niesky, das Blockhaus Görlitz sowie das Blockhaus Leipzig. Als besonders lukrativ erwies sich eine neuartige Tafelbauweise, die es erlaubte, die Gebäude in einzelnen Wandplatten vorzufertigen und zerlegt an ihren künftigen Standort zu transportieren, wo dann die Montage erfolgte. Auf diese Weise konnten Holzhäuser nun auch nach Westindien, Südamerika und Südafrika exportiert werden. 1910 nahm das Unternehmen durch die Übernahme des Anbieters A. Zahn in Berlin die Fabrikation von Einrichtungen für Schulen und Turnhallen auf. 1914 bildeten Christian Ferdinand Christoph, Georg Uttendörfer, Wilhelm Mühlenhaupt und Richard Steinhausen den Vorstand, im Aufsichtsrat saßen neben dem in Kopenhagen ansässigen Architekten Axel Unmack verschiedene Berliner und Breslauer Unternehmer und Bankiers.
Am 21. Juni 1915 brannte die Fabrik transportabler Baracken in Bunzendorf nieder, das Unternehmen verlegte das Werk daraufhin direkt an die Eisenbahnstrecke Reichenberg–Seidenberg nach Tschernhausen, wo das benötigte Holz aus dem Isergebirge direkt mit der Eisenbahn angeliefert werden konnte.
Während des Ersten Weltkriegs wuchs der Bedarf an Holzbaracken stark an, was zu einer Erweiterung des Betriebs führte. Hatte sich das Unternehmen bis dahin ausschließlich der Holzverarbeitung gewidmet, kam 1917–1918 zusätzlich eine neu erbaute Waggonfabrik hinzu – zu einer Zeit, da im Waggonbau Bleche und Profile aus Metall zunehmend Holz als Baumaterial ersetzten. 1918 wurde von Wilhelm Deffke das Signet der Firma entworfen und beim Reichspatentamt als Warenzeichen eingetragen.
1922 übernahm die Christoph & Unmack AG auf dem Weg einer Fusion die ebenfalls in Niesky ansässige Maschinenfabrik J. E. Christoph. Fortan wurden auch Schienenfahrzeuge, Motore, Dampfmaschinen, Kessel und Stahlkonstruktionen hergestellt. Nun bestand die Christoph & Unmack AG aus vier Betriebsteilen: den Abteilungen Holzbau, Waggonbau, Stahlbau und Motorenbau. Beschäftigt waren etwa 4000 Personen. Das ursprüngliche Aktienkapital von 1 Million Mark war durch den Kapitalbedarf für Übernahmen bzw. Fusionen, aber auch wegen der Hochinflation bis auf 100 Millionen Mark erhöht worden, bevor es 1924 auf 8 Millionen Goldmark bzw. Reichsmark umgestellt wurde. Den Vorstand bildeten Mitte der 1920er Jahre Wilhelm Mühlenhaupt und Hermann Oltersdorf. 1927 wurde die Produktion der durch Patent geschützten C&U-Bauplatte als feuerhemmende Innenwand-Verkleidung von Holzhäusern aufgenommen.
Bedingt durch die 1929 einsetzende Weltwirtschaftskrise meldete das Unternehmen für das Geschäftsjahr 1929/1930 einen Umsatzrückgang von 17 % und für das Geschäftsjahr 1930/1931 weitere 42 %. 1932 arbeiteten noch rund 1.800 Menschen in den vier Werksteilen der Christoph & Unmack AG, die zu dieser Zeit auch noch an der 1926 gegründeten Christoph & Unmack Tiefbau-Gesellschaft mbH beteiligt war. Das Aktienkapital wurde im gleichen Jahr auf 2,4 Millionen Reichsmark und 1933 auf 1,95 Millionen Reichsmark herabgesetzt, Christian Ferdinand Christoph war zu dieser Zeit immer noch Mitglied im Aufsichtsrat.
1934 vernichtete ein Großfeuer die für die Holzbauproduktion erforderlichen Anlagen, die jedoch schon wenig später im Rahmen des Arbeitsbeschaffungsprogramms wiederhergestellt und erweitert werden konnten. 1935 folgte eine Beteiligung an dem Unternehmen Schlesische Zellwolle AG mit Sitz in Hirschberg im Riesengebirge. 1936 wurde das Gesellschaftskapital der Christoph & Unmack Tiefbau-Gesellschaft mbH erheblich erhöht und die Firma in Eisenbeton- und Tiefbau-Gesellschaft Christoph & Unmack mbH geändert. Außerdem kam es in den Folgejahren zu weiteren Zukäufen, dem Erwerb von Grundstücken für den Wohnungsbau und der Wiederinbetriebnahme des 1915 erbauten Zweigwerks Tschernhausen im Sudetengau. 1940 wurde die Ausgliederung der Abteilung Stahl- und Brückenbau in ein selbstständiges Unternehmen unter der Firma Stahl- und Brückenbau Niesky GmbH rückwirkend zum 1. November 1939 vollzogen.

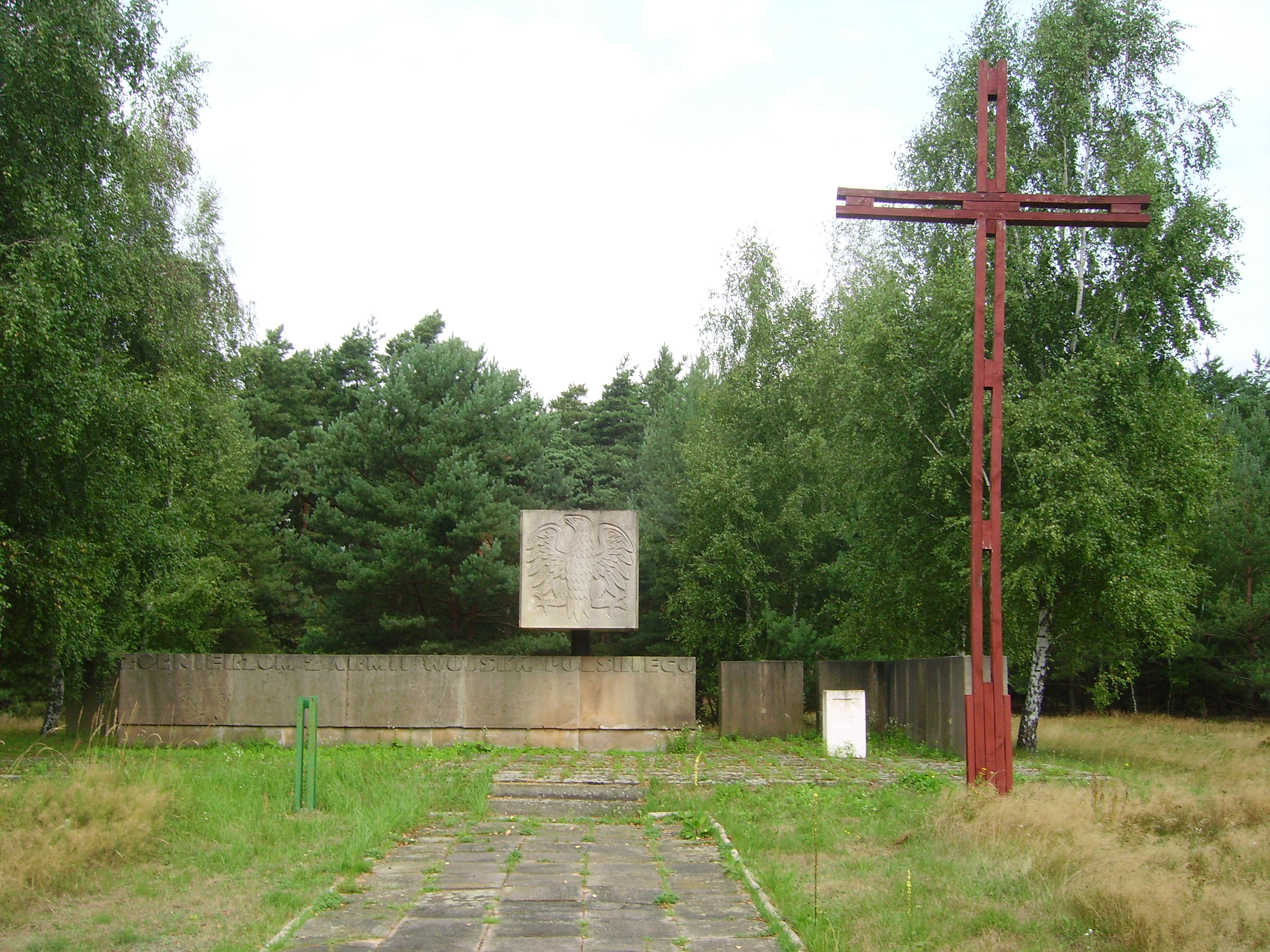
Aus Tormersdorf kamen Zwangsarbeiter, die bei Christoph & Unmack Zwangsarbeit leisten mussten. Bild von der Gedenkstätte in Tormersdorf, wo in der NS-Zeit bis zu 700 Juden in einem Lager leben mussten.

Während des Zweiten Weltkriegs war die Christoph & Unmack AG hauptsächlich mit dem Bau von Baracken beschäftigt, während der Wohnhausbau fast völlig zum Erliegen kam. Das Unternehmen setzte Zwangsarbeiter ein, darunter Juden aus Breslau, die in das Lager Tormersdorf bei Rothenburg deportiert worden waren. 1945 ließ die Sowjetische Militäradministration in Deutschland alle noch vorhandenen Anlagen der Holzverarbeitung demontieren, womit die Geschichte des Holzbauunternehmens in Niesky endete. Der ausgegliederte Bereich Stahlbau blieb als VEB Waggonbau Niesky erhalten und ist noch immer als Stahlbauunternehmen aktiv. Der Waggonbau wechselte seit der Wende mehrmals sowohl Eigentümer als auch Rechtsform.

## Holzhausbau

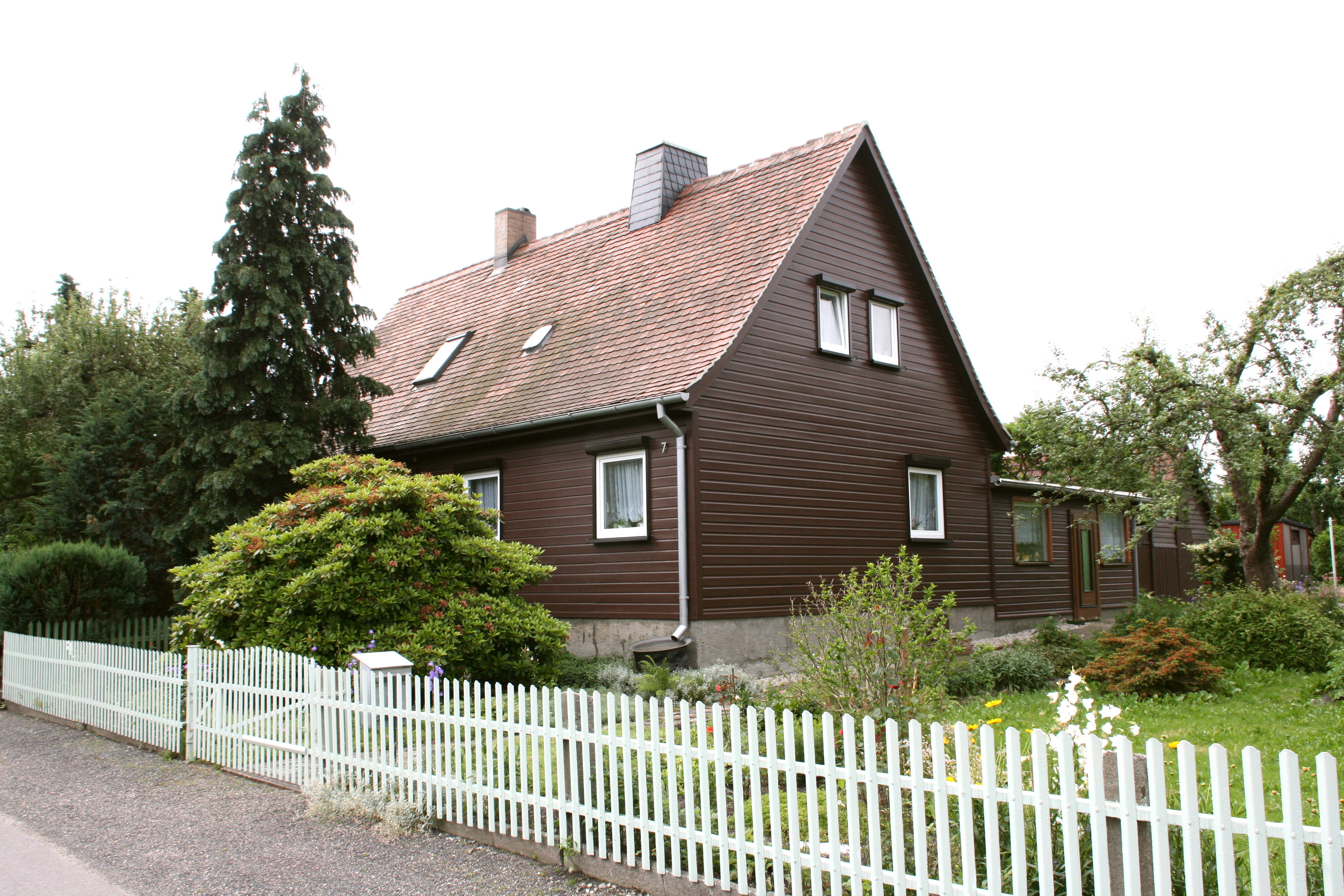
Holzhaus des Unternehmens in Niesky, Schenkendorfstraße 4

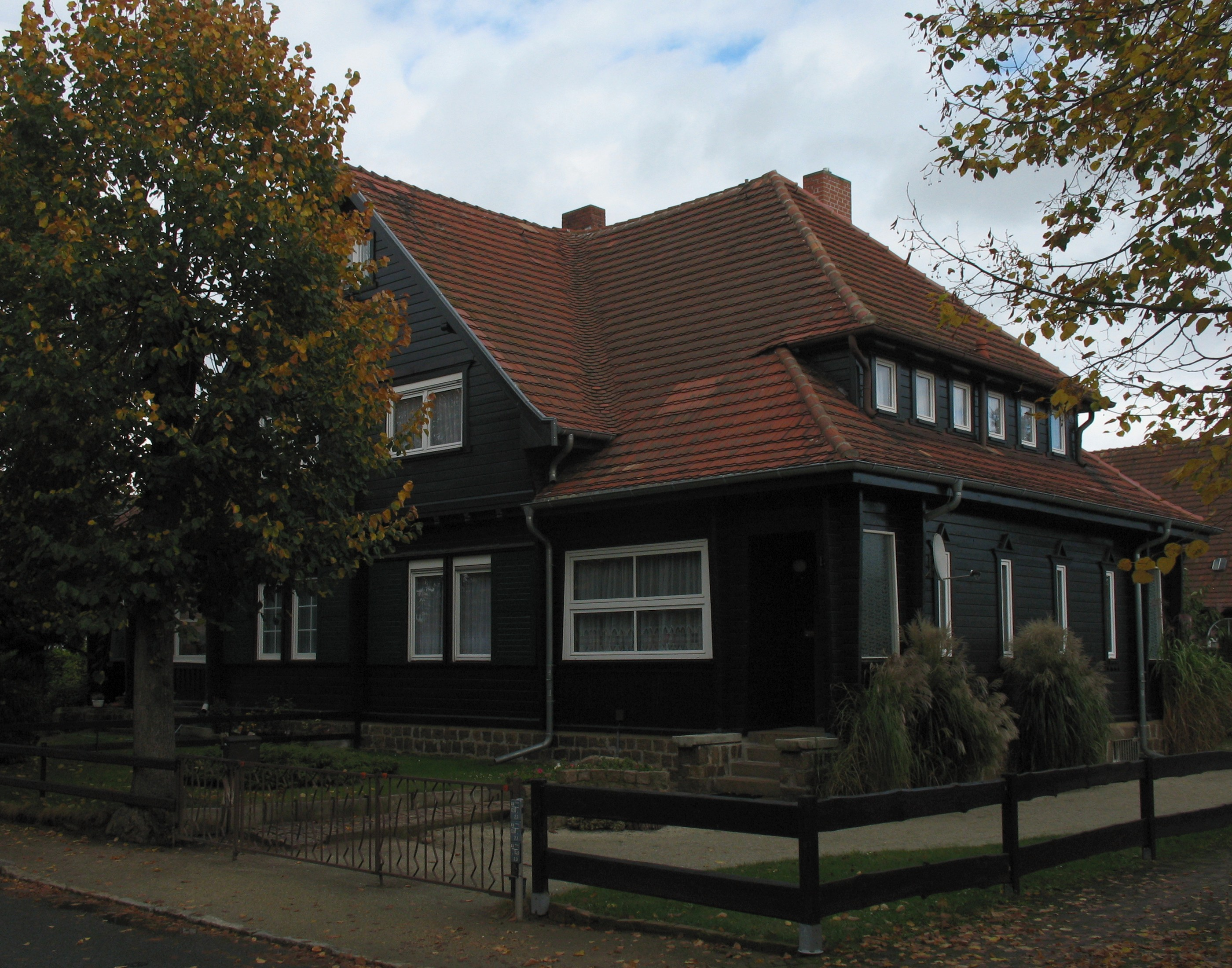
Neu-Ödernitz in Niesky, 1921 entworfen vom Architekten Albin Müller

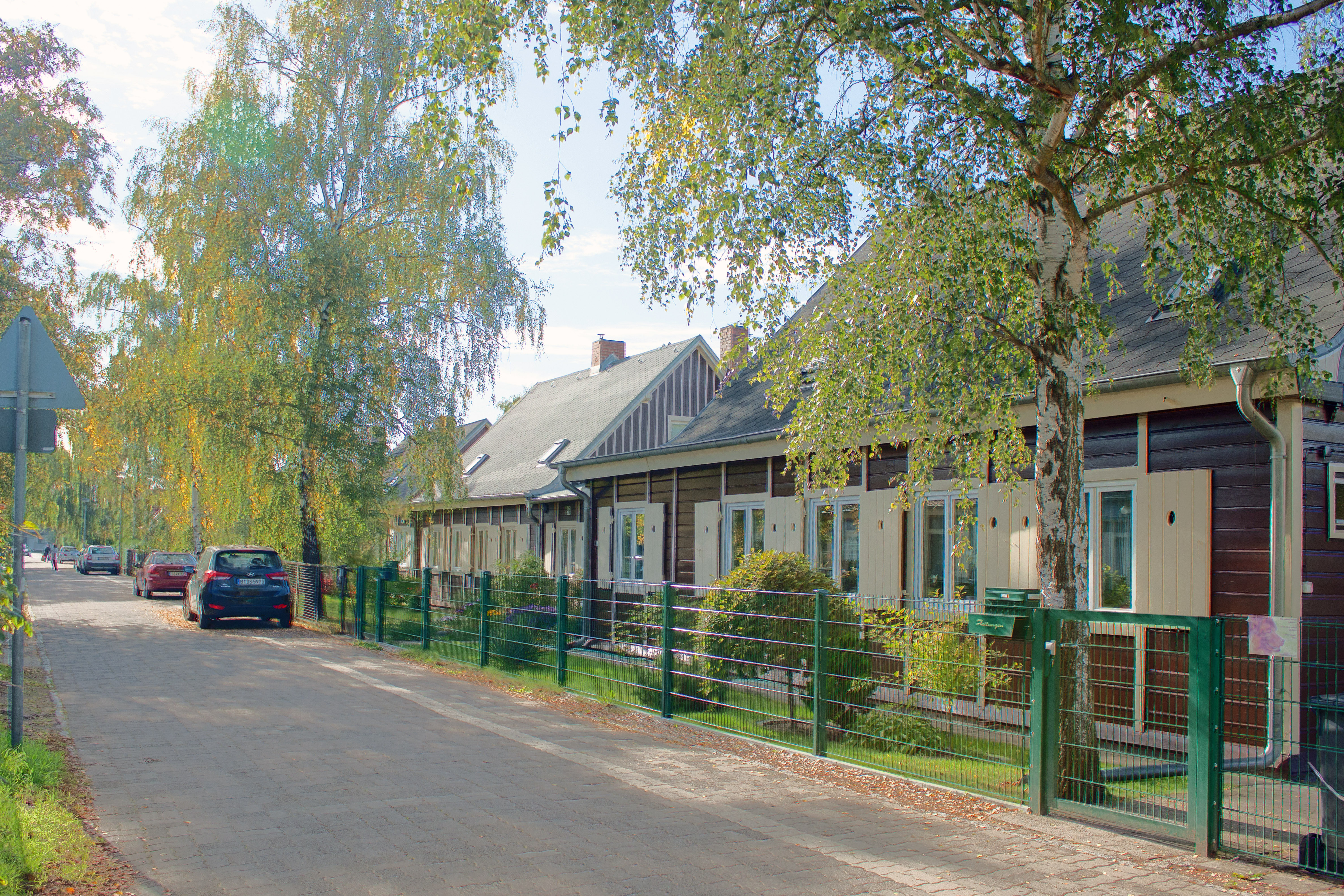
Siedlung in Adlershof: Gemeinschaftsstraße, 18 Doppelhäuser des Wohnungs-Verbandes Groß-Berlin

Wichtigster Geschäftszweig von Christoph & Unmack war die Fertigung von standardisierten, maschinell vorgefertigten Holzhäusern und anderen Holzbauten. Neben Wohnhäusern gehörten auch Holzkonstruktionen für Hotels, Kirchen, Schulen, öffentliche Gebäude, Industrie- und Flugzeughallen zum Produktionsprogramm. Dank der großen Nachfrage entwickelte sich das Unternehmen in den 1920er Jahren zum bedeutendsten Holzhausproduzenten in Europa.
Anfangs stand die Herstellung preiswerter Baracken, meist für den militärischen Bedarf, im Vordergrund. Ab 1900 begann dann zunehmend die Fertigung von Holzgebäuden für den zivilen Bereich, da diese zum einen preiswert gefertigt, aber auch leicht zu transportieren waren. Die durch den Ersten Weltkrieg bedingten schwierigen wirtschaftlichen Verhältnisse und die Wohnungsnot brachten der Christoph & Unmack AG eine große Nachfrage nach Holzhäusern. Unter dem wirtschaftlichen Druck der Nachkriegszeit ließen sich die Wohnungsprobleme nicht mit kostspieligen Einzelbauten, sondern nur mit rationellen und kostensparenden Bauweisen lösen. Damit rückte der Holzhaus- und Typenbau stärker ins Blickfeld der Bauwirtschaft. In Niesky entstand in diesem Zusammenhang eine Musterhaussiedlung, welche vorrangig von Werksangehörigen bewohnt wurde und die Leistungsfähigkeit des Betriebes dokumentieren sollte. Erstmals erhielten die Gebäude statt eines barackenartigen Aussehens steile Satteldächer mit Gauben und wurden zum Teil in leichter Fachwerkbauweise ausgeführt.
Um die architektonische Vielfalt im Holzhausbau zu erhöhen, beauftragte das Unternehmen Architekten wie Albin Müller mit der Entwicklung neuer Haustypen. Darunter war die Lufthütte für das Sanatorium Dr. Barner, die Müller 1905 entwarf. Auch Hans Scharoun, Henry van de Velde, Hans Poelzig und Fritz August Breuhaus entwickelten Projekte für das Nieskyer Unternehmen.
Ein weiteres wichtiges Vorhaben war der Bau der Deutschen Botschaft in Ankara. Deutschland gehörte zu den ersten Staaten, die nach der Staatsgründung eine Botschaft in der Türkei aufbauten. Am 26. September 1924 hatte das Auswärtige Amt ein Grundstück erworben und ließ sich hier von der Christoph & Unmack AG ein Fertigteilhaus errichten. Das Gebäude wurde am 25. Juli 1924 im Hamburger Hafen mit dem Dampfer „Stralsund“ nach Istanbul verschifft und von dort aus per Bahn weiter nach Ankara transportiert. Am 9. Februar 1925 besichtigte der türkische Staatschef Atatürk das Gebäude und war von der Ausstattung und den technischen Installationen beeindruckt. Da das Holzhaus jedoch auf Dauer nicht den ständig wachsenden Anforderungen der Botschaft genügte, wurde es bereits 1928 wieder abgebaut. Es befindet sich heute auf dem Erholungsgelände Atatürk Orman Çiftliği.
1925 stellte die Christoph & Unmack AG auf der Jahresschau Deutscher Arbeit in Dresden ihre Musterhäuser nach Entwürfen von Albin Müller („Das bürgerliche Wohnhaus“) und Johann Mund („Das oberbayerische Ferienhaus“) vor. 1927 erwarb das Unternehmen zudem ein Patent für die feuerhemmende „Lignat“-Platte zum Einsatz als Innenverkleidung von Decken und Wänden.

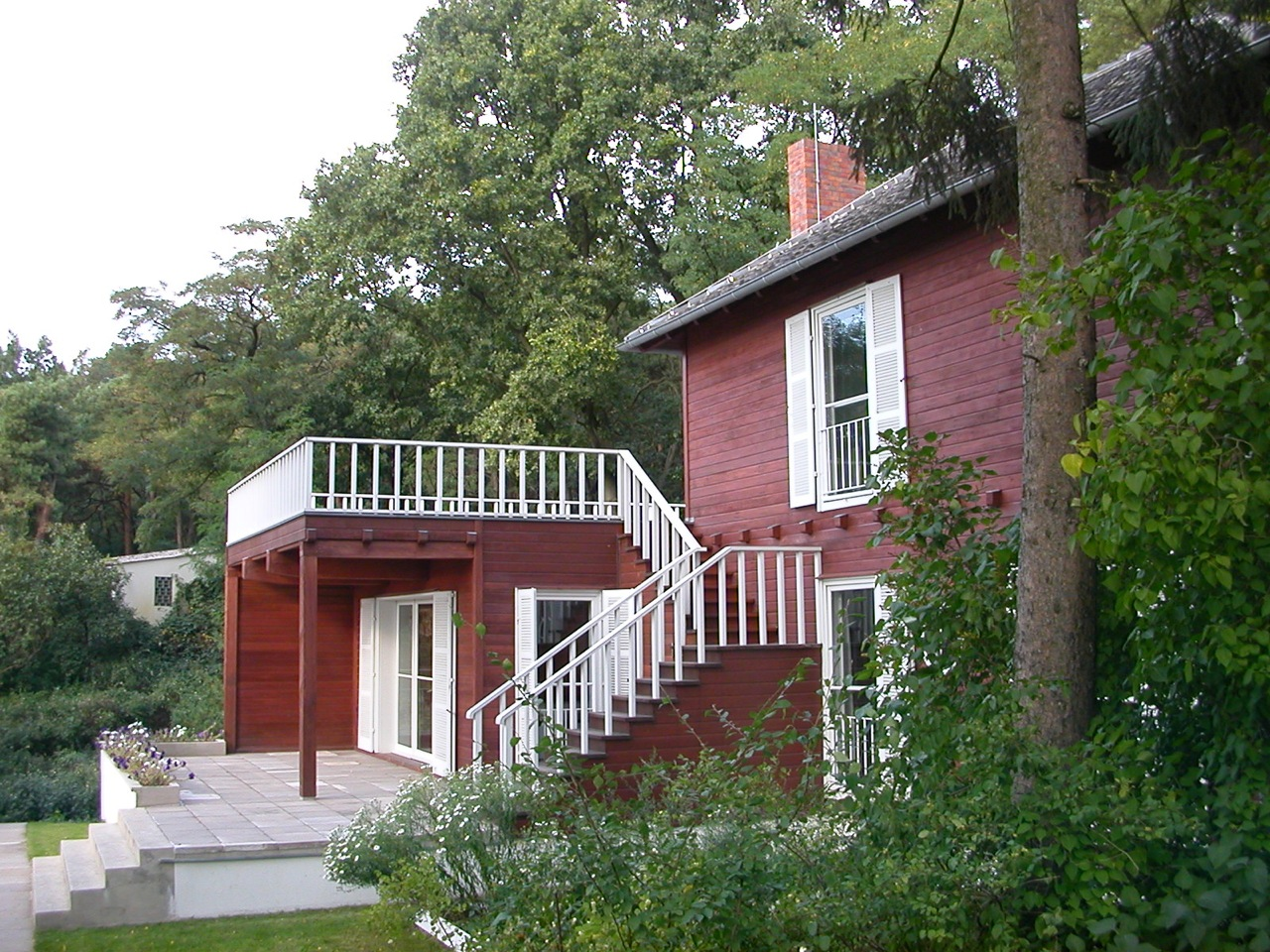
Einsteinhaus in Caputh

1926 stellte das Unternehmen den jungen Architekten Konrad Wachsmann als Chefarchitekten an. Wachsmann entwickelte zahlreiche neue Typen und entwarf große Hallenkonstruktionen für Industriebauten und private Auftraggeber. Auf seine Planungen geht die aus etwa 85 Einzelhäusern bestehende Musterhaus-Werkssiedlung des Betriebes in Niesky zurück. Diese Häuser blieben bis in die Gegenwart weitgehend erhalten und sind heute durch ein Leitsystem für interessierte Besucher der Stadt zu erkunden. Das von Wachsmann selbst entworfene hölzerne Direktorenhaus in der Nieskyer Goethestraße ist neben dem Einsteinhaus in Caputh bei Potsdam der einzig in Deutschland erhaltene Bau des Architekten. Auch im Museum der Stadt ist der Geschichte des Holzhausbaus und dem Wirken Konrad Wachsmanns in Niesky eine Ausstellung gewidmet.
Das Caputher Sommerhaus Albert Einsteins wurde 1929 von Christoph & Unmack für den Nobelpreisträger errichtet. Einstein bewohnte das Gebäude bis 1932, blieb dann jedoch in den USA. Später nutzte die Gemeinde Caputh das Gebäude als Wohnhaus. 2005 wurde es saniert und ist heute als Begegnungsstätte für die Öffentlichkeit zugänglich.
Neben der Fertigung von Holzhäusern blieben Baracken stets ein wichtiges Produkt des Holzbauwerkes von Christoph & Unmack. Seit 1933 erwirtschaftete es mit Baracken sogar wieder den wesentlichen Teil seiner Einkünfte. Sie wurden zunächst hauptsächlich an NS-Organisationen wie den Reichsarbeitsdienst und den Reichsautobahnbau geliefert. Die Nachfrage stieg so sehr an, dass Christoph & Unmack sein Zweigwerk im nordböhmischen Tschernhausen, das während der Weltwirtschaftskrise stillgelegt worden war, für die Barackenproduktion wieder in Betrieb nahm. In diesem Zweigwerk wurden 1941 Baracken hergestellt, die Christoph & Unmack an die I.G. Farben in Auschwitz und Heydebreck lieferte. Der Direktor des Holzbauwerkes, Friedrich Abel, lancierte 1933 die Ansiedlung der FOKORAD, die fortan das zentrale Entwicklungsbüro für normierte Baracken war. Das Hauptgebäude der FOKORAD mit den Konstruktionsbüros ist bis heute in Niesky erhalten (Neuhofer Straße 4–6). Hier entstanden die Entwürfe für Baracken, die in Konzentrations- und Vernichtungslagern, Kriegsgefangenenlagern und Zwangsarbeiterlagern der Nationalsozialisten verwendet wurden. Die enge Vernetzung der Christoph & Unmack AG mit dem Nationalsozialismus belegt auch der Umstand, dass der SS-General und Leiter des SS-Wirtschafts-Verwaltungshauptamts, Oswald Pohl, dem Aufsichtsrat des Unternehmens angehörte.

## Stahl- und Waggonbau

### Waggonbau

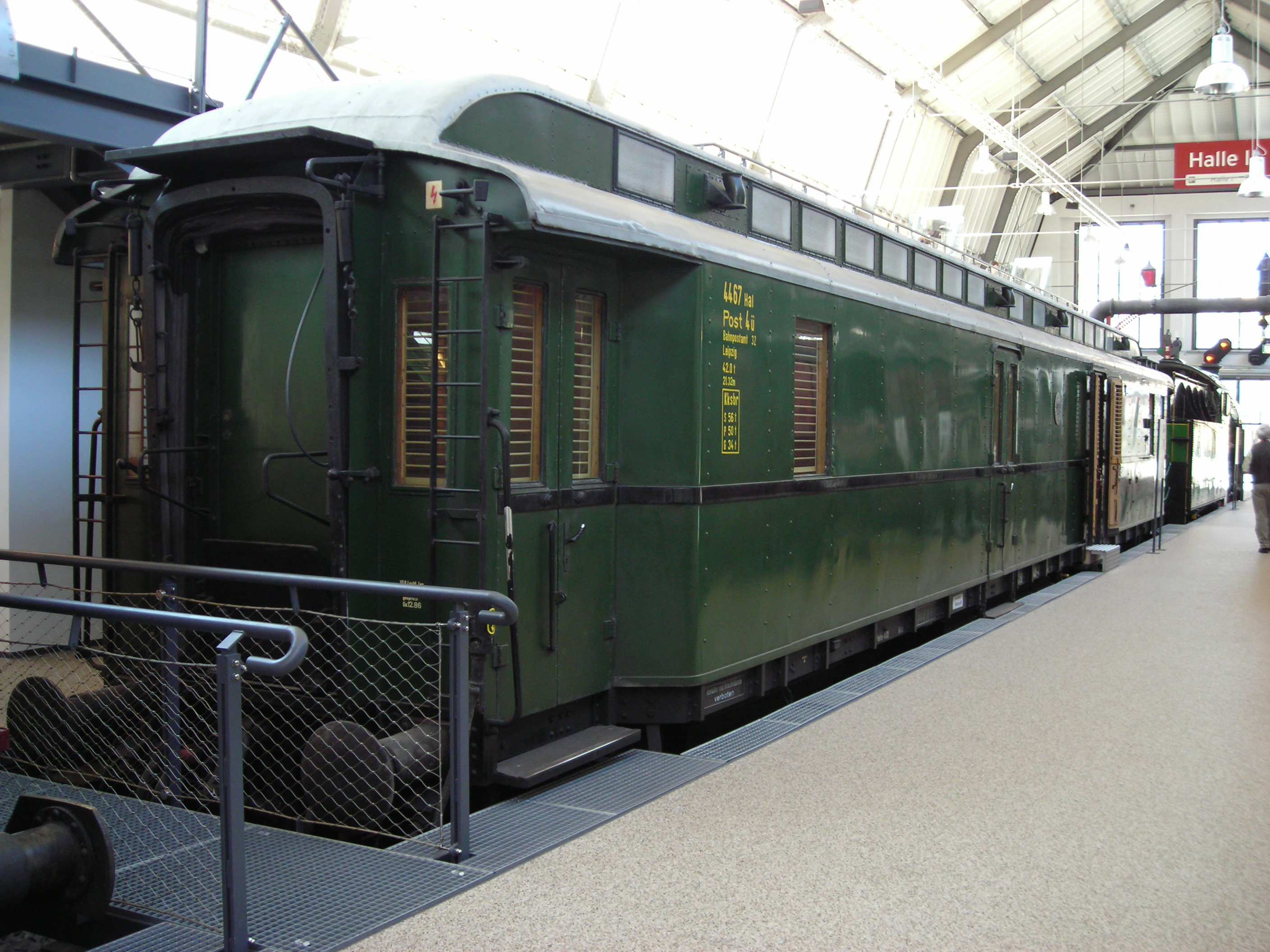
Bahnpostwagen, Baujahr 1933, Leihgabe des Museums für Kommunikation Nürnberg im Verkehrszentrum des Deutschen Museums in München

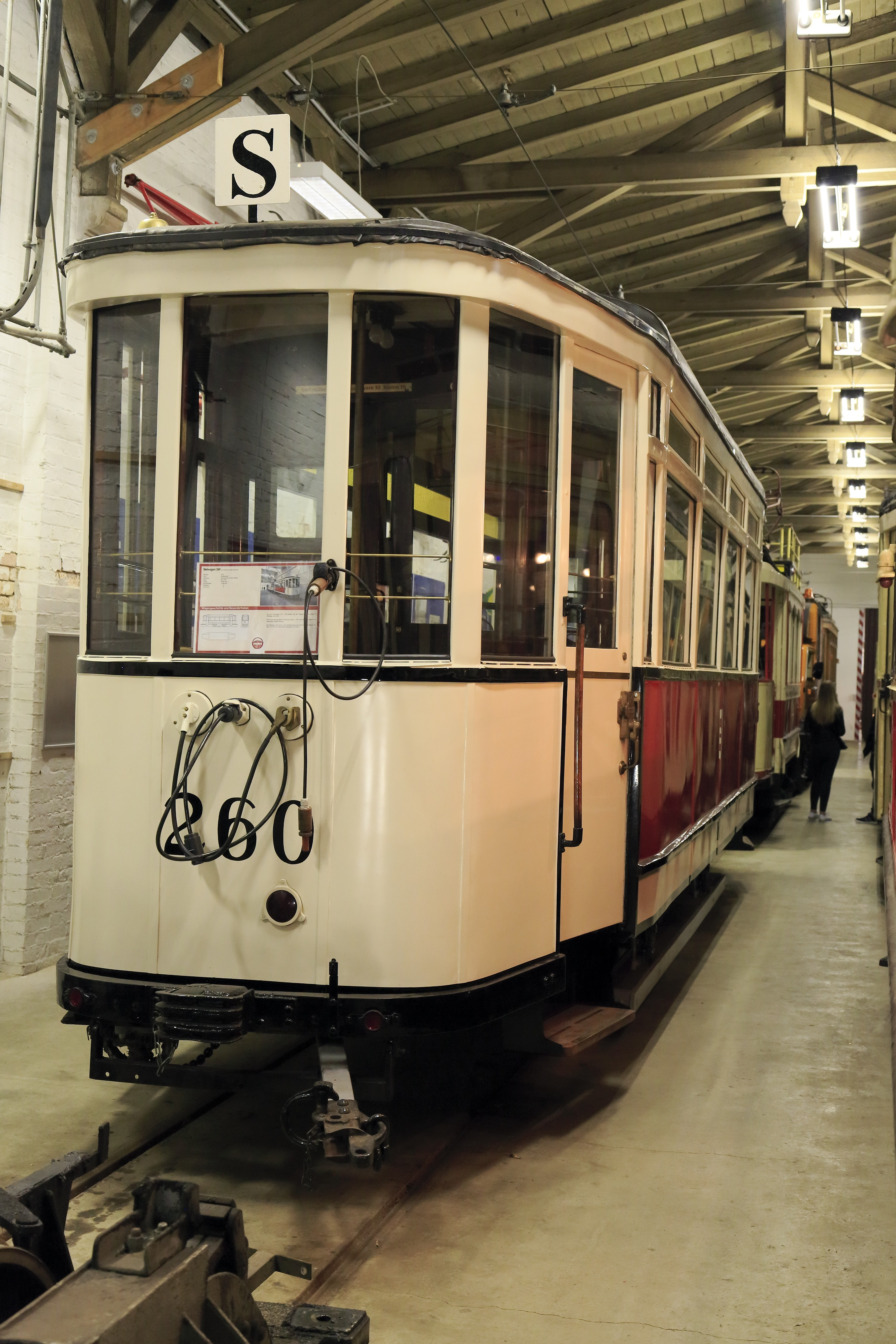
Straßenbahnbeiwagen 260, Baujahr 1925, im Straßenbahnmuseum Halle

Neben der Herstellung von Holzbauten widmete sich die Christoph & Unmack AG ab 1917 auch der Herstellung von Schienenfahrzeugen. Unter anderem wurden in Niesky Güter-, Post- und Reisezugwagen für die Deutsche Reichsbahn sowie Straßenbahnwagen hergestellt. Zum Produktionsprofil gehörten aber auch Brücken, Motoren, Dampfmaschinen und andere Großgeräte aus Stahl. Ende der 1920er Jahre entwickelte die Waggonbaufabrik Christoph & Unmack in Kooperation mit der Sachsenwerk Licht- und Kraft AG Niedersedlitz unter der Leitung von Alfred Bockemühl einen neuen wegweisenden Straßenbahn-Triebwagen, den sogenannten „Hechtwagen“, der in zwei Varianten als vierachsiger „Großer Hecht“ und zweiachsiger „Kleiner Hecht“ bei der Dresdner Straßenbahn zum Einsatz kam. Auch die Straßenbahn der Stadt Küstrin erwarb sechs Trieb- und zwei Beiwagen von Christoph & Unmack.
1946 wurde der Betrieb enteignet und in Volkseigentum überführt. Unter der Firma VEB Waggonbau Niesky spezialisierte sich der Betrieb auf die Produktion von Güterwagen und Güterwagen-Drehgestellen. Ab 1948 gehörte der Betrieb der VVB LOWA (Z) Wildau (bis 1952), der Hauptverwaltung Lokomotiv- und Waggonbau (bis 1958), der VVB Schienenfahrzeuge Berlin (bis 1978) und dem VEB Kombinat Schienenfahrzeugbau Berlin (bis 1990) an.
1990 übernahm die Deutsche Waggonbau AG (DWA) das Unternehmen. 1996 kam es in den Besitz der US-amerikanischen Advent International und gehörte ab 1998 zum kanadischen Bombardier-Konzern, der hier 2001 sein europäisches Güterwagenzentrum einrichtete. Zum 30. April 2005 wurde der Betrieb jedoch aus dem Bombardier-Konzern wieder herausgelöst und ging nach Insolvenz im Juli 2008 als selbstständiges Unternehmen in den Besitz der Deutsche Bahn AG (DB Waggonbau Niesky GmbH) über. Diese gab am 16. Juli 2014 den Verkauf der Firma an die Münchner Unternehmensholding Quantum Capitals bekannt, verbunden mit einer fünfjährigen Standortgarantie. Das Unternehmen firmierte danach unter dem Namen Waggonbau Niesky GmbH.
Ende Dezember 2017 meldete der Waggonbau erneut Insolvenz an. Der Gesellschafter aus München war nicht in der Lage, den Verlust aus dem Geschäftsjahr 2017 auszugleichen. In den vorangegangenen Jahren habe Quantum jedoch die erzielten Gewinne aus dem Unternehmen herausgezogen und Investitionen seien nie geflossen. Trotz der Insolvenz lief der Betrieb unter Beibehaltung der Stammbelegschaft mit 300 Mitarbeitern weiter.
Im September 2018 wurde das Unternehmen an den slowakischen Güterwagenhersteller Tatravagónka Poprad verkauft. Seitdem heißt das Unternehmen ELH Waggonbau Niesky GmbH. Im Mai 2023 ging das Werk mit noch 190 Mitarbeitern wieder in Insolvenz. Die Fortführung des Betriebs ist gescheitert.

### Stahl- und Brückenbau
Zum 1. November 1939 wurde die Abteilung Stahl- und Brückenbau aus der Christoph & Unmack AG ausgegliedert. Dieser Betrieb wurde 1946 ebenfalls enteignet und verstaatlicht. Von 1969 bis 1990 gehörte er als Werk Niesky zum VEB Metallleichtbaukombinat. Nach der Wende führte der Betrieb verschiedene Namen, bis zuletzt die Stahl- und Brückenbau Niesky GmbH im Oktober 2019 trotz voller Auftragsbücher Insolvenz anmeldete. Am 16. März 2020 nahm die Stahl Technologie Niesky GmbH an gleicher Stelle die Arbeit auf.